# Kántanos-Sélino
Kántanos-Sélino (griego: Κάντανος-Σέλινο) es un municipio de la República Helénica perteneciente a la unidad periférica de La Canea de la periferia de Creta.
El municipio se formó en 2011 mediante la fusión de los antiguos municipios de Anatolikó Sélino, Kántanos y Pelekanos, que pasaron a ser unidades municipales. La capital es el pueblo de Palaióchora en la unidad municipal de Pelekanos. El municipio tiene un área de 376,3 km².
En 2011 el municipio tiene 5431 habitantes.
Se ubica en la costa suroccidental de la isla de Creta.